# Neosauropoda
Los neosaurópodos (Neosauropoda, "saurópodos nuevos") son un clado de dinosaurios saurópodos que vivieron desde el Jurásico superior hasta el Cretácico superior (hace aproximadamente 156 y 65 millones de años, desde el Kimmeridgiense hasta el Maastrichtiense), en lo que hoy es América, Asia, Europa, África y Oceanía.

## Sistemática
Se lo define como el clado más inclusivo que contiene al Saltasaurus loricatus (Bonaparte & Powell, 1969) y al Diplodocus longus (Marsh, 1878). Son el Diplodocus, el Saltasaurus su ancestro común más cercano y todos sus descendientes. 

### Taxonomía
- Clado Neosauropoda
  - Haplocanthosaurus
  - Jobaria?
  - Superfamilia Diplodocoidea
    - Familia Dicraeosauridae
    - Familia Diplodocidae
    - Familia Rebbachisauridae

  - Clado Macronaria
    - Abrosaurus
    - Aragosaurus
    - Camarasaurus
    - Clado Titanosauriformes
      - Familia Brachiosauridae
      - Clado Titanosauria